# Matías Vera
Matías Gabriel Vera (Buenos Aires, 20 novembre 1995) è un calciatore argentino, centrocampista del Central Córdoba (SdE).

## Caratteristiche tecniche
È un centrocampista centrale.

## Carriera
Cresciuto nelle giovanili del Nueva Chicago, ha esordito in prima squadra il 6 aprile 2015 in occasione del match di campionato perso 2-1 contro il Banfield.
Nel 2018 è stato acquistato dal San Lorenzo che lo ha girato in prestito fino a gennaio 2019 all'O'Higgins.

## Statistiche

### Presenze e reti nei club
Statistiche aggiornate al 6 luglio 2018.
| Stagione             | Squadra              | Campionato           | Campionato | Campionato | Coppe nazionali | Coppe nazionali | Coppe nazionali | Coppe continentali | Coppe continentali | Coppe continentali | Altre coppe | Altre coppe | Altre coppe | Totale | Totale | Totale |
| Stagione             | Squadra              | Comp                 | Pres       | Reti       | Comp            | Pres            | Reti            | Comp               | Pres               | Reti               | Comp        | Pres        | Reti        | Pres   | Reti   |        |
| -------------------- | -------------------- | -------------------- | ---------- | ---------- | --------------- | --------------- | --------------- | ------------------ | ------------------ | ------------------ | ----------- | ----------- | ----------- | ------ | ------ | ------ |
| 2015                 | Nueva Chicago        | PD                   | 16         | 0          | CA              | 1               | 0               |                    | -                  | -                  |             | -           | -           | 17     | 0      |        |
| 2016                 | Nueva Chicago        | BN                   | 18         | 1          | CA              | 1               | 0               |                    | -                  | -                  |             | -           | -           | 19     | 1      |        |
| 2016-2017            | Nueva Chicago        | BN                   | 38         | 1          | CA              | 1               | 0               |                    | -                  | -                  |             | -           | -           | 39     | 1      |        |
| 2017-2018            | Nueva Chicago        | BN                   | 10         | 0          | CA              | 0               | 0               |                    | -                  | -                  |             | -           | -           | 10     | 0      |        |
| Totale Nueva Chicago | Totale Nueva Chicago | Totale Nueva Chicago | 82         | 2          |                 | 3               | 0               |                    | -                  | -                  |             | -           | -           | 85     | 2      |        |
| 2018                 | O'Higgins            | PD                   | 28         | 2          | CC              | 2               | 0               |                    | -                  | -                  |             | -           | -           | 30     | 2      |        |
| gen. 2019            | Houston Dynamo       | MLS                  | 0          | 0          |                 | -               | -               |                    | -                  | -                  |             | -           | -           | 0      | 0      |        |
| Totale carriera      | Totale carriera      | Totale carriera      | 110        | 4          |                 | 5               | 0               |                    | -                  | -                  |             | -           | -           | 115    | 4      |        |